# Edward Newton
Sir Edward Newton (novembre 1832 – 25 aprile 1897) è stato un funzionario e ornitologo britannico. Era il fratello dello zoologo Alfred Newton.
Newton fu Segretario Coloniale di Mauritius dal 1859 al 1877. Da laggiù inviò al fratello vari campioni naturalistici, compresi resti di dodo e di solitario di Rodrigues, entrambi già estinti. In seguito Edward divenne Segretario Coloniale e Vicegovernatore della Giamaica.
Il suo nome viene ricordato nel nome scientifico del gheppio del Madagascar, Falco newtoni.